# I Created Disco
I Created Disco — дебютный студийный альбом шотландского музыканта Кельвина Харриса. Пластинка была выпущена в Великобритании 18 июня 2007 года.

## Создание альбома
Запись I Created Disco стартовала в 2006 году, с момента возвращения Харриса в родной город Дамфрис в Шотландии после 2 лет жизни в Лондоне. Процесс записи и сведения альбома проходил на его собственном компьютере Amiga в домашней студии, названной «Calvinharrisbeats Studio». Все песни были написаны, исполнены и записаны Кельвином Харрисом.

## Продвижение
До выхода альбома Columbia выпустила 2 сингла — «Acceptable in the 80s» и «The Girls». Также лейбл дал возможность Кельвину и его группе выступить вместе с Faithless и Groove Armada во время их летнего турне в 2007 году.

## Реакция
Диск получил смешанные рецензии. По данным Metacritic, альбом имеет 59 % из 100 % на основе 17 рецензий.

## Список композиций
Слова и музыка всех песен — Кельвина Харриса.
| №                   | Название                  | Длительность |
| ------------------- | ------------------------- | ------------ |
| 1.                  | «Merrymaking at My Place» | 4:10         |
| 2.                  | «Colours»                 | 4:02         |
| 3.                  | «This is the Industry»    | 3:56         |
| 4.                  | «The Girls»               | 3:52         |
| 5.                  | «Acceptable in the 80s»   | 5:33         |
| 6.                  | «Neon Rocks»              | 3:48         |
| 7.                  | «Traffic Cops»            | 0:55         |
| 8.                  | «Vegas»                   | 5:42         |
| 9.                  | «I Created Disco»         | 4:08         |
| 10.                 | «Disco Heat»              | 4:31         |
| 11.                 | «Vault Character»         | 0:08         |
| 12.                 | «Certified»               | 4:08         |
| 13.                 | «Love Souvenir»           | 4:20         |
| 14.                 | «Electro Man»             | 4:58         |
| Общая длительность: | Общая длительность:       | 55:23        |

Бонус треки
| №   | Название              | Длительность |
| --- | --------------------- | ------------ |
| 15. | «We Are All The Same» | 3:56         |

| №   | Название                                         | Длительность |
| --- | ------------------------------------------------ | ------------ |
| 15. | «Acceptable In The 80s» (Tom Neville Remix Edit) | 7:11         |
| 16. | «The Girls» (Groove Armada Remix)                | 8:04         |
| 17. | «Merrymaking At My Place» (Deadmau5 Remix)       | 5:28         |

| №   | Название                                    | Длительность |
| --- | ------------------------------------------- | ------------ |
| 15. | «Rock N Roll Attitude»                      | 3:19         |
| 16. | «Love For You»                              | 3:52         |
| 17. | «The Girls» (Groove Armada Remix)           | 8:03         |
| 18. | «Acceptable In The 80s» (Tom Neville Remix) | 7:16         |

| №  | Название                                    | Длительность |
| -- | ------------------------------------------- | ------------ |
| 1. | «Rock N Roll Attitude»                      | 3:19         |
| 2. | «We Are All The Same»                       | 3:56         |
| 3. | «Love For You»                              | 3:52         |
| 4. | «Merrymaking At My Place» (Mr Oizo Remix)   | 3:29         |
| 5. | «Acceptable in the 80s» (Tom Neville Remix) | 7:16         |
| 6. | «The Girls» (Groove Armada Remix)           | 8:03         |
| 7. | «The Girls» (Акустическая версия)           | 3:30         |

## Чарты
Альбом дебютировал 24 июня 2007 года в UK Albums Chart на 8 месте, с 14 000 проданными копиями. Альбом получил статус золотого в UK за тираж в 100 000 копий.
| Чарт (2007)              | Макс. позиция | Сертификация |
| ------------------------ | ------------- | ------------ |
| UK Albums Chart          | 8             | Золотой      |
| Irish Albums Chart       | 34            | —            |
| US Top Electronic Albums | 19            | —            |
| Чарт (2008)              | Макс. позиция | Сертификация |
| French Albums Chart      | 95            | —            |
| Чарт (2009)              | Макс. позиция | Сертификация |
| UK Dance Charts          | 7             | —            |
| UK Albums Charts         | 30            | —            |

## История релизов
| Дата       | Страна         | Лейбл                  |
| ---------- | -------------- | ---------------------- |
| 18-06-2007 | Великобритания | Fly Eye/Columbia/Sony  |
| 07-07-2007 | Австралия      | Red Label              |
| 04-09-2007 | США            | Almost Gold            |
| 26-09-2007 | Италия         | Do It Yourself         |
| 13-01-2008 | Япония         | Sony                   |
| 13-01-2008 | Benelux        | PIAS Benelux           |
| 21-02-2008 | Франция        | Wagram/Cinq 7/Sony     |
| 21-04-2008 | Германия       | Ministry Of Sound      |
| 05-06-2008 | Европа         | Phantom Sound & Vision |